# Albert Ebossé Bodjongo
Albert Ebossé Bodjongo (Douala, 6 ottobre 1989 – Tizi Ouzou, 23 agosto 2014) è stato un calciatore camerunese, di ruolo attaccante.

## Biografia
Nato in Camerun, Bodjongo aveva una figlia che è nata poche ore prima della sua morte.

## Carriera

### Club
Durante la sua carriera ha giocato anche in Malesia e in Algeria: proprio durante la sua avventura algerina, vince il titolo di miglior marcatore nella prima stagione.
Il 23 agosto 2014, alla seconda partita stagionale, Bodjongo realizza un gol su calcio di rigore nella partita tra Kabylie e USM Alger, ma la sua squadra perde 1-2. La sfida, segnata da incidenti tra i tifosi durante l'incontro, a fine partita ha visto il lancio di diversi oggetti da parte dei tifosi all'indirizzo dei giocatori che scappavano verso gli spogliatoi: Bodjongo è colpito da una pietra lanciata dai suoi stessi tifosi, subisce un trauma cranico e non si riprende più nonostante venga trasportato all'ospedale di Tizi Ouzou, dov'è confermato il decesso dopo qualche ora.
Il 12 settembre seguente, quando il campionato algerino ricomincia, tutti gli incontri della terza giornata sono preceduti da un minuti di silenzio in memoria di Bodjongo.
In seguito ad alcuni test effettuati post mortem da un patologo e resi pubblici il 18 dicembre 2014, si scopre che Bodjongo non è stato ucciso a causa di un colpo alla testa, a differenza della versione iniziale, bensì sarebbe stato picchiato o linciato a morte. Secondo alcuni video visionati proprio dai medici che hanno effettuato i test, Bodjongo sarebbe stato scortato dalla polizia fino agli spogliatoi senza subire alcun colpo alla testa.

## Palmarès

### Club

#### Competizioni nazionali
- Campionato camerunese: 2

Cotonsport Garoua: 2008, 2010
- Coppa del Camerun: 1

Cotonsport Garoua: 2008

### Individuale
- Capocannoniere del campionato algerino: 1

2013-2014 (17 gol)